# أندي كينغ
أندي كينغ (بالإنجليزية: Andy King) (30 مارس 1970 في المملكة المتحدة - ) هو لاعب كرة قدم بريطاني في مركز الدفاع. لعب مع نادي ريدنغ وأكسفورد سيتي.